# Andi Grünenfelder
Pour les articles homonymes, voir Grünenfelder.
Andreas Grünenfelder (né le 17 septembre 1960) est un ancien fondeur suisse.

## Jeux olympiques
- Jeux olympiques d'hiver de 1988 à Calgary  Canada :
  -  Médaille de bronze sur 50 km.

## Coupe du monde
- Meilleur classement final : 7e en 1984.
- 2 podiums.